# Milton Abbot
Milton Abbot – wieś i civil parish w Anglii, w Devon, w dystrykcie West Devon. W 2011 civil parish liczyła 787 mieszkańców. Milton Abbot jest wspomniana w Domesday Book (1086) jako Middeltone/Mideltone/Mildeltona.